# Oreste (Euripide)
Pour les articles homonymes, voir Oreste (homonymie).

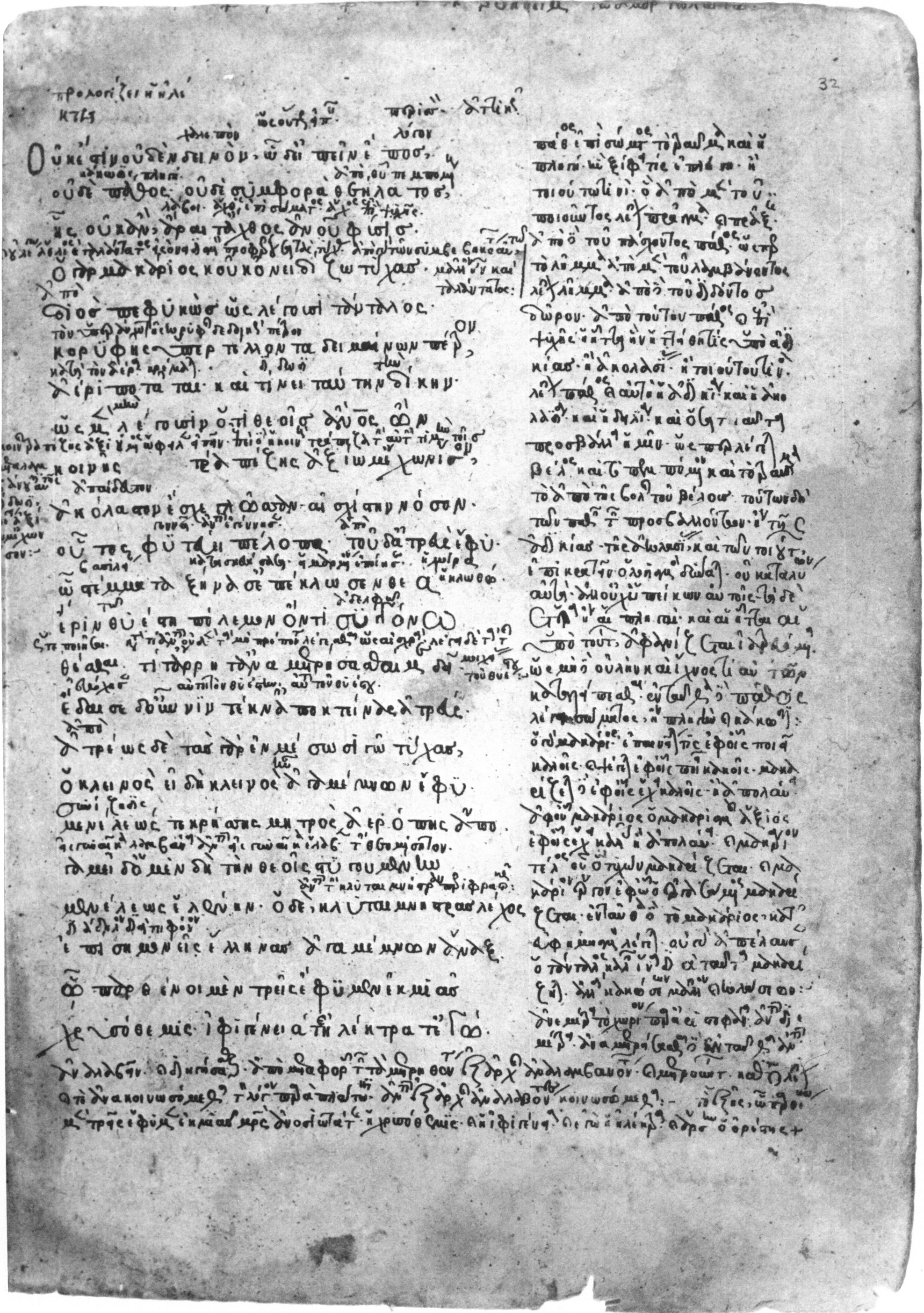
Manuscrit des vers 1 à 23 de l'Oreste d'Euripide (XIVe siècle).

Oreste (Ορέστης / Orestēs) est une tragédie grecque composée en 408 av. J.-C. par Euripide, qui, comme Les Euménides d'Eschyle, suit le parcours d'Oreste après le meurtre de sa mère Clytemnestre. 

## Représentations notables
Sannyrion a publiquement raillé l'acteur Hégélochos alors qu'il interprétait l’Oreste en -408. Au vers 279 de la pièce, au lieu de déclamer : « Après la tempête, je vois de nouveau une mer apaisée… » (γαλήν’ὁρῶ), Hégélochos dit en effet : « Après la tempête, je vois de nouveau une belette… » (γαλῆν ὁρῶ). L'acteur avait simplement oublié l’accent descendant sur le mot... 

## Reconstitution de la musique
En 2013, des chercheurs ont transposé les partitions de la pièce en écriture contemporaine, comme on avait déjà pu le faire pour Mésomède de Crète.